# Paul Scarron

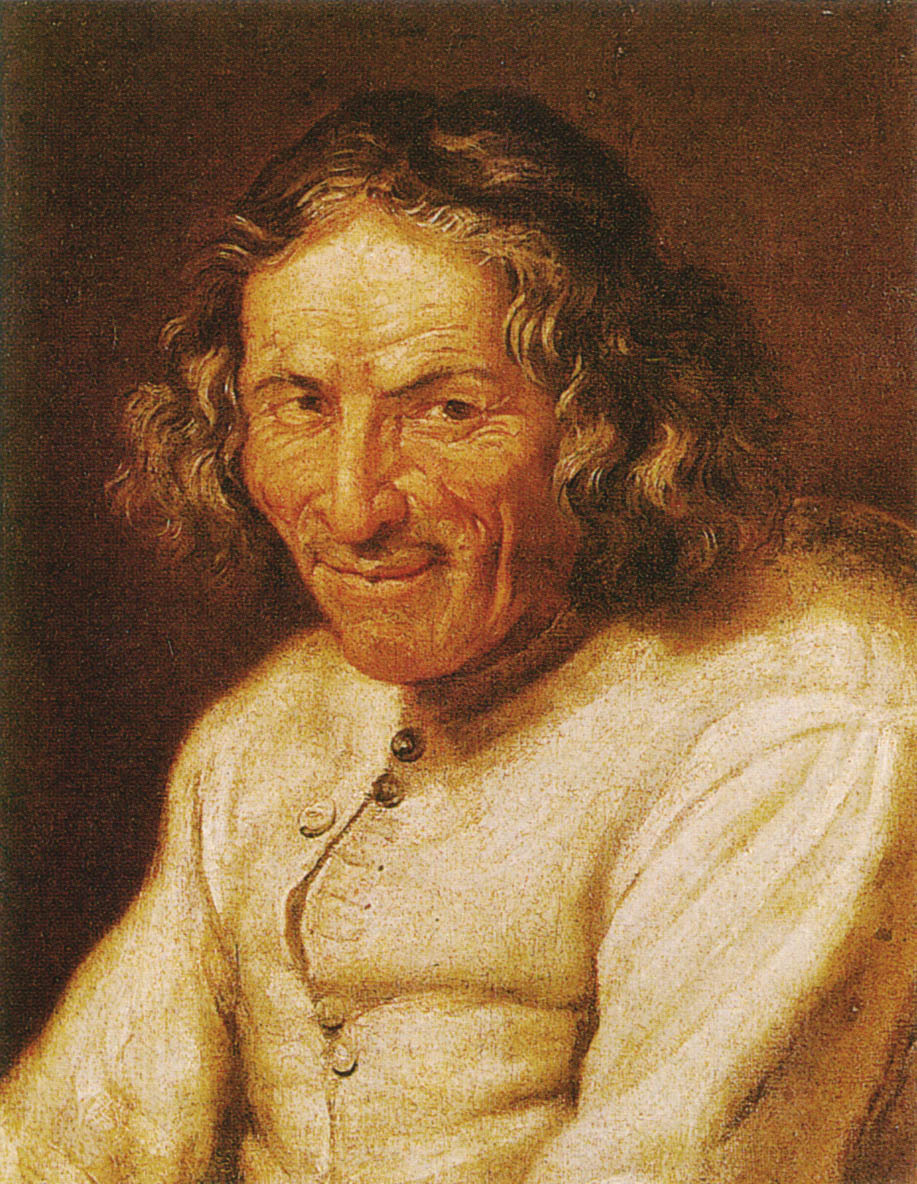
Paul Scarron, anoniem 17de-eeuws portret, Musée de Tessé, Le Mans, Frankrijk

Paul Scarron (Parijs, ± 4 juli 1610 - aldaar, 6 oktober 1660) was een Franse dichter van burleske poëzie en toneelschrijver. Hij had de adellijke titel van "Écuyer (schildknaap) en Heer van Fougerest, Beauvais en La Rivière".

## Leven en werk
Aanvankelijk was Scarron priester in Le Mans. Hij werd door Marie de Hautefort, de maîtresse van koning Lodewijk XIII, naar Parijs gehaald, waar hij een geziene gast was in de literaire salons, hoewel (of omdat) hij zeer scherp van geest was. Toen hij 28 jaar oud was werd hij kreupel, mogelijk door kinderverlamming. Veertien jaar later trouwde hij met de verarmde maar beeldschone Françoise d'Aubigné, die later als Madame de Maintenon getrouwd was met Lodewijk XIV.
Scarron is de grootmeester van de vers burlesques waarin hij een loopje nam met de tradities en de moraal. Zijn Typhon ou la gigantomachies (1648) was een bespotting van de godenwereld in het klassieke epos. In Virgile travesti parodieerde hij de Aeneis van Vergilius. Het eerste deel van zijn Le roman comique (dat velen als zijn belangrijkste werk beschouwen) verscheen in 1651. Tot zijn toneelwerk behoren naast komedies ook tragedies. Enkele titels zijn Jodelet (1645), Don Japhet d'Arménie (1653), L'Écolier de Salamanque (1654), Le Marquis ridicule ou la comtesse faite à la hâte (1655), La Fausse Apparence (1657) en Le Prince corsaire (1658). Veel van zijn toneelstukken zijn adaptaties van werk van Spaanse auteurs als Tirso de Molina en Francisco de Rojas Zorrilla. Hij schreef ook novellen, waaronder La Precaution inutile, de inspiratiebron voor La Gageure imprévue van Michel-Jean Sedaine en mogelijk ook voor Tartuffe van Molière.

## Vertalingen in het Nederlands
Vijf van zijn toneelstukken zijn in de zeventiende eeuw in het Nederlands vertaald.
- Claudius de Grieck vertaalde in 1657 Don Japhet d’arménia als Don Japhet van Armenien
- In 1658 volgde L’écolier de Salamanque, ou les genereus ennemis als De edelmoedige vijanden door Joan Blasius.
- Zijn komedie Jodelet, ou le maître valet (1645) verscheen als Jodelét, óf de knécht meester én de meester knécht (1683) door Johannes Kommelyn.
- Jan Goeree vertaalde in 1707 het treurspel Le prince corsaire (1658) als Alcander, koning van Cyprus en Cilicië; of de gewaande zeerover.
- Van L’héritier ridicule, ou la dame intéressée (1649) verschenen twee vertalingen: De belachelyke erfgenaam, of onbaatzuchtige juffer  door Frans Rijk (1710) en Arlekyn, versierde erfgenaam door Dirck Buysero (postuum verschenen in 1719).

Ook zijn burleske gedichten verschenen in Nederlandse vertaling. Willem Godschalck van Focquenbroch, die de burleske stijl van Scarron imiteerde, bewerkte zijn Typhon onder de titel Typhon of reusen-strydt (1665) en Virgile travesti als De Aeneas van Virgilius in sijn sondaeghspack (1668).
- Biblioteca Nacional de España: XX1114231
- Bibliothèque nationale de France: cb11923895q (data)
- Catàleg d'autoritats de noms i títols de Catalunya: 981058529318306706
- CiNii: DA03027182
- Digitale Bibliotheek voor de Nederlandse Letteren: scar003
- Gemeinsame Normdatei: 118605984
- International Standard Name Identifier: 0000 0001 2099 0126
- Library of Congress Control Number: n50016954
- Bibliotheek van het Japanse parlement: 00474506
- Nationale Bibliotheek van Tsjechië: xx0003561
- Nationale bibliotheek van Australië: 36525615
- Nationale Bibliotheek van Israël: 987007267531205171
- Nederlandse Thesaurus van Auteursnamen: 069280290
- Russische Staatsbibliotheek: 000131939
- Istituto Centrale per il Catalogo Unico: LO1V001788
- LIBRIS: 321673
- SNAC: w67d6hq1
- Système universitaire de documentation: 027125289
- Trove: 1272782
- Virtual International Authority File: 9853373
- WorldCat: E39PBJd8b9JwWKmJtMKxrc6R8C